# India (telenovelă)
India (Caminho das Índias; lit. „Drumul Indiilor”) este o telenovelă braziliană din 2009, difuzată în România de canalul Acasă TV.

## Distribuție
- Juliana Paes : Maya Meetha
- Rodrigo Lombardi : Raj Ananda
- Marcio Garcia : Bahuan
- Tania Khalill : Duda
- Laura Cardoso : Laksmi Ananda
- Letícia Sabatella : Yvone Magalhães
- Débora Bloch : Sílvia Cadore
- Alexandre Borges : Raul Cadore
- Tony Ramos : Opash Ananda
- Christiane Torloni : Melissa Cadore
- Eliane Giardini : Indira Ananda
- Flávio Migliaccio : Karan Ananda
- Humberto Martins : Ramiro Cadore
- Cléo Pires : Surya Ananda
- Elias Gleizer : Cadore
- Marjorie Estiano : Tônia
- Bruno Gagliasso : Tarso Cadore
- Caio Blat : Ravi Ananda
- Caco Ciocler : Murilo
- Nívea Maria : Kochi Meetha
- Ísis Valverde : Camilla Gallo
- Totia Meireles : Aída Motta
- Lima Duarte : Shankar
- Antonio Calloni : César Gallo
- Danton Mello : Amithab Ananda
- Karina Ferrari : Anusha
- Maria Maya : Inês Cadore
- André Arteche : Indra
- Vera Fischer : Chiara
- Carolina Oliveira : Chanti Ananda
- Osmar Prado : Manu Meetha
- Júlia Almeida : Léinha Gallo
- Stênio Garcia : Dr. Castanho
- Ana Beatriz Nogueira : Ilana Gallo
- Ricardo Tozzi : Komal Meetha
- Paula Pereira : Durga
- Duda Nagle : Zeca Gallo
- Luci Pereira : Ondina
- Vitória Frate : Júlia Cadore
- Brendha Hadad : Radi Hajari
- Dira Paes : Norminha
- Rosane Gofman : Walquíria
- Juliana Alves : Suellen
- Priscila Marinho : Sheila
- Victor Fasano : Dario
- Anderson Muller : Abel
- Cacau Mello : Deva
- Laura Barreto : Lalit
- Betty Gofman : Dayse
- Sílvia Buarque : Berê
- Ana Lima : Cecília
- José de Abreu : Pandit
- Sidney Santiago : Ademir
- Neuza Borges : Cema
- Mussunzinho : Maico
- Eva Todor : Cidinha
- Jandira Martini : Puja
- Cadu Paschoal : Hari
- Nauhana Costa : Malika
- Mara Manzan : Ashima
- Ana Furtado : Gabriela
- Cláudia Lira : Nayana
- Douglas Silva : Juliano
- Vinícius Vommaro : Miguel
- André Gonçalves : Gopal
- Darlan Cunha : Eliseu
- Douglas Campigiotto : Marcelo
- Fábio Felipe : Rodrigo
- Clarice Derziê : Harima
- Marcius Melhem : Radesh
- Thaís Garayp : Ana
- Cissa Guimarães : Ruth
- Blota Filho : Haroldo
- Murilo Rosa : Lucas
- Thaila Ayala : Shivani
- Odilon Wagner : Mike